# Хованщина (опера)
«Хова́нщина» — народная музыкальная драма (опера) Модеста Мусоргского в пяти действиях и шести картинах на собственное либретто, основанная на исторических событиях, произошедших в России в период между 1682 и 1689 годами.
Исторической основой для «Хованщины» стали события, произошедшие на Руси после 1682 года, когда после смерти царя Фёдора Алексеевича власть фактически перешла к царевне Софье, хотя официально коронован был десятилетний Пётр. После случившегося в мае стрелецкого бунта фактически властвовал князь Иван Хованский (этот период известен как «хованщина»). Мусоргский же использовал не только события конкретно этого бунта, но и второго (1689) и некоторые фрагменты третьего (1698), после которого власть окончательно перешла к Петру I.
В письмах Мусоргского первое упоминание работы над «Хованщиной» датируется летом 1872 года, хотя по мнению музыковедов он мог задумать новую оперу раньше.
В написании оперы Мусоргскому помогал критик Владимир Стасов, с которым композитор постоянно вёл переписку. Мусоргский писал «Хованщину» с перерывами до последних дней жизни, но так и не довёл до конца: остался незавершённым мелкий фрагмент в финальной сцене и почти полностью отсутствовала оркестровка — бо́льшая часть музыки была записана композитором в виде клавира. Благодаря изданиям писем Мусоргского и опубликованных Павлом Ламмом партитур композитора стало известно о ходе работы над «Хованщиной». Впервые всю оперу оркестровал Николай Римский-Корсаков. Он значительно изменил оперу, дописав необходимые связки, сменив тональность некоторых фрагментов, а также убрав некоторые фрагменты. Партитура Римского-Корсакова была издана в 1883 году и вызвала критику, связанную с тем, что он не сохранил истинного замысла композитора. В то же время музыковеды отмечают, что если бы не работа Римского-Корсакова, «Хованщина» бы могла и не попасть на сцены оперных театров. Несмотря на усердную работу, комитет Мариинского театра по приёмке произведений не допустил оперу к постановке. Тем не менее, «Хованщину» поставили сначала силами артистов Музыкально-драматического кружка любителей, а спустя десять лет в Русской частной опере. Партию старца Досифея там исполнял Фёдор Шаляпин.
Благодаря завоёванной всемирной известности Мусоргского, «Хованщина» была поставлена в 1911 на сцене Мариинского театра, а спустя год — Большого. В обеих постановках принимал участие Фёдор Шаляпин, который как выполнял организационные задачи, так и исполнял партию Досифея. Вслед за этим последовала постановка в Париже 1913 года, для которой Игорь Стравинский написал свою версию финальной сцены. В XX веке география постановок «Хованщины» постепенно расширялась, над оперой работали многие известные режиссёры, а партии исполнялись звёздами оперной сцены по всему миру. В 1958 году Дмитрий Шостакович создал свою версию оркестровки, которая стала популярной, на её основе в 1959 году был создан фильм-опера «Хованщина». В 2018 году в Ростовском музыкальном театре состоялась постановка с версией финала Игоря Стравинского.
В плане музыки и драматургии Мусоргский использовал свойственные ему подходы, в частности, наделение персонажей индивидуальными характерами, которые подчёркиваются музыкой, а также использование народных песен и сочинение новых в похожем стиле. Помимо этого в оперу введена балетная сцена. Мусоргский объединял при создании оперы жанры эпопеи, хроники и лирико-психологической драмы, в результате чего музыковеды стали использовать термин «монтажной структуры» применительно к построению оперы.

## Предыстория

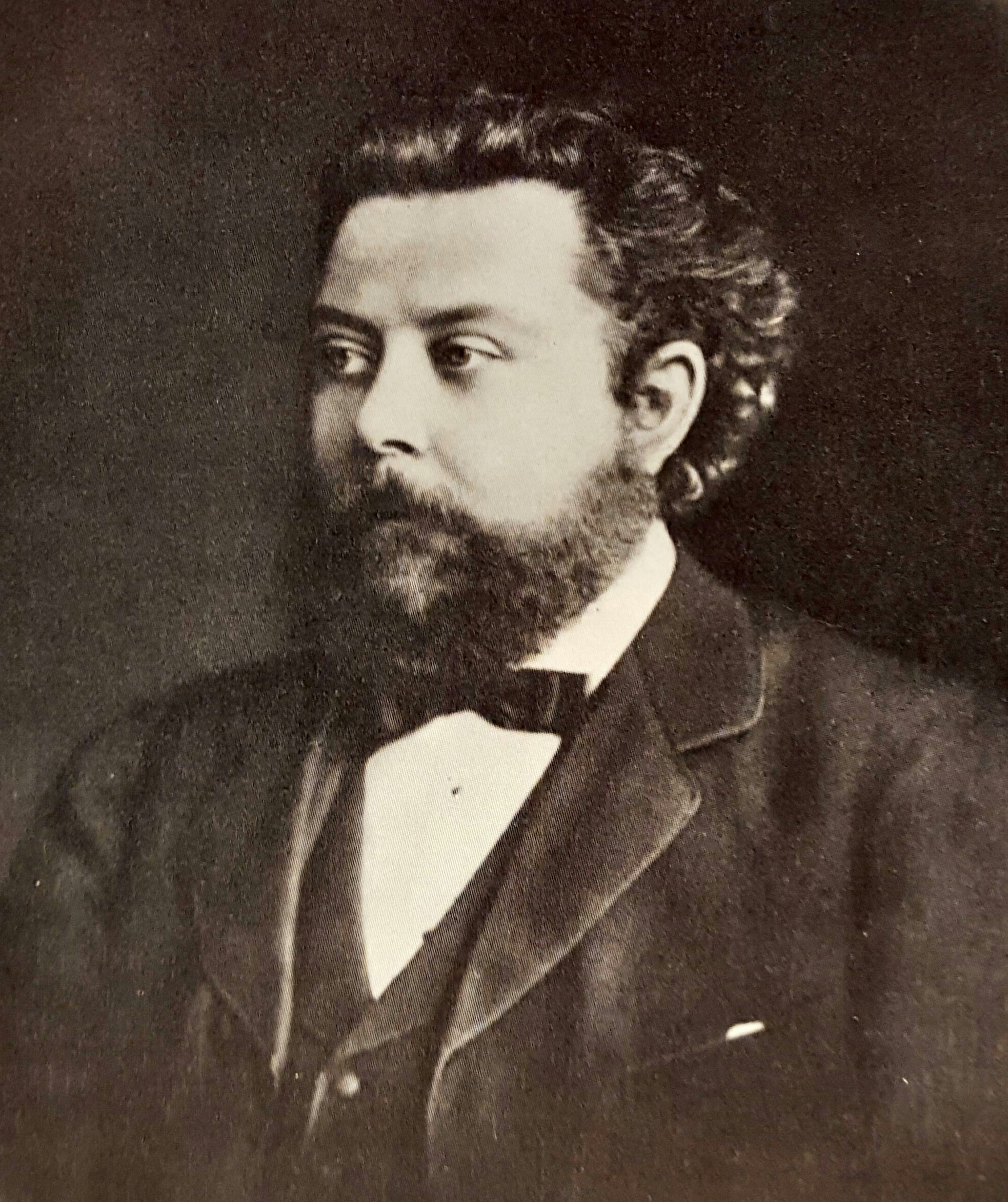
Модест Мусоргский — автор оперы

Невозможно сказать однозначно, когда именно у Модеста Мусоргского появилась идея создания оперы «Хованщина». Согласно музыковеду Марине Сабининой, композитор мог задуматься об этом после того, как закончил первую редакцию «Бориса Годунова», по другим данным — летом 1872 года, одновременно с окончанием работ над второй редакцией.
В поисках основы для будущей оперы, Мусоргский уже к 1870 году изучил историческую литературу по теме раскола, в частности, «Историю Выговской старообрядческой пустыни» Ивана Филиппова, записи протопопа Аввакума и исследования старинной русской песенности. Тогда же Цезарь Кюи предложил композитору использовать драму Александра Островского «Грех да беда», сюжет которой основан на взаимоотношениях аморального дворянина и честного лавочника. При работе над «Хованщиной» большую роль с самого начала сыграл критик Владимир Стасов, который являлся главой Художественного отдела Публичной библиотеки. Он создал либретто оперы «Бобыль» на основе романа Фридриха Шпильгагена и, согласно собственным воспоминаниям, сильно повлиял этим на Мусоргского. В 1872 году, когда композитор завершил работу над второй редакцией «Бориса Годунова», Стасов создал сюжет, который, согласно его собственному описанию в письме к дочери, схож с либретто «Хованщины»; также критик отметил, что Мусоргский сразу же начал сочинять музыку.

## Историческая основа сюжета

### Первый стрелецкий бунт
Сюжет оперы основан на событиях, произошедших во второй половине XVII века, первым из них стал стрелецкий бунт 1682 года, последствием которого оказалась Хованщина — краткосрочный период всевластия князя Ивана Хованского. После смерти царя Фёдора Алексеевича 27 апреля 1682 года обострилась борьба за власть между боярскими родами Милославских и Нарышкиных. Царевна Софья Алексеевна решила воспользоваться недовольством стрельцов, которые выступили на стороне Милославских и убили ряд представителей рода Нарышкиных и их сторонников. В результате этого стрелецкого бунта Софья Алексеевна была объявлена регентшей при малолетних царях Иване и Петре, а начальником Стрелецкого приказа был назначен князь Иван Хованский. В то же самое время, почувствовав слабость центральной власти, активизировались раскольники-старообрядцы, представители которых собрались в Москве и проповедовали свои взгляды в стрелецких полках, а также предлагали провести открытый теологический диспут на Красной площади. Лидером раскольников — противников официальной церкви — был суздальский священник Никита Добрынин, по прозвищу Пустосвят. Несмотря на поддержку Хованского, открытую дискуссию старообрядцам провести не удалось, но 5 июля 1682 года в Грановитой палате Московского Кремля состоялся «спор о вере», проходивший в присутствии царевны Софьи Алексеевны и патриарха Иоакима.

### Второй и третий стрелецкие бунты
Несмотря на победу стрельцов в восстании (и, следовательно, одобрение требований старообрядцев), царевна Софья стала опасаться заговора против себя и казнила Хованского в 1687 году, начальником Стрелецкого приказа был назначен боярин Фёдор Шакловитый. В 1689 случился второй стрелецкий бунт, который был организован уже самой Софьей с целью свержения Петра. Ему к тому времени уже исполнилось шестнадцать лет. Однако бунт оказался неудачным: предводителей, в том числе Шакловитого, казнили, а фаворита царевны князя Василия Голицына отправили в ссылку. В 1698 году произошёл третий стрелецкий бунт, который также был подавлен, зачинщики казнены, а Софья заточена в монастырь; только после этого Пётр I фактически получил власть. 
А Петра и Софью за сцену — это уже решено — без них лучше.
Модест Мусоргский при создании оперы основывался на этих событиях, при этом объединил первые два бунта, а также использовал в сюжете события, произошедшие в третьем. При этом композитор, тесно сотрудничавший с Владимиром Стасовым, был вынужден удалять некоторые сцены и добавлять новые, так как либретто сильно «разбухало». Так, например, изначально запланированные Пётр и Софья вовсе не вошли в действия оперы. При этом отмечается, что цензура запрещала показывать на сцене членов династии Романовых, но в то же время музыковед Эмилия Фрид полагает, что Мусоргскому для демонстрации драмы народа они и не были нужны.

## Действующие лица

### Характеристика персонажей

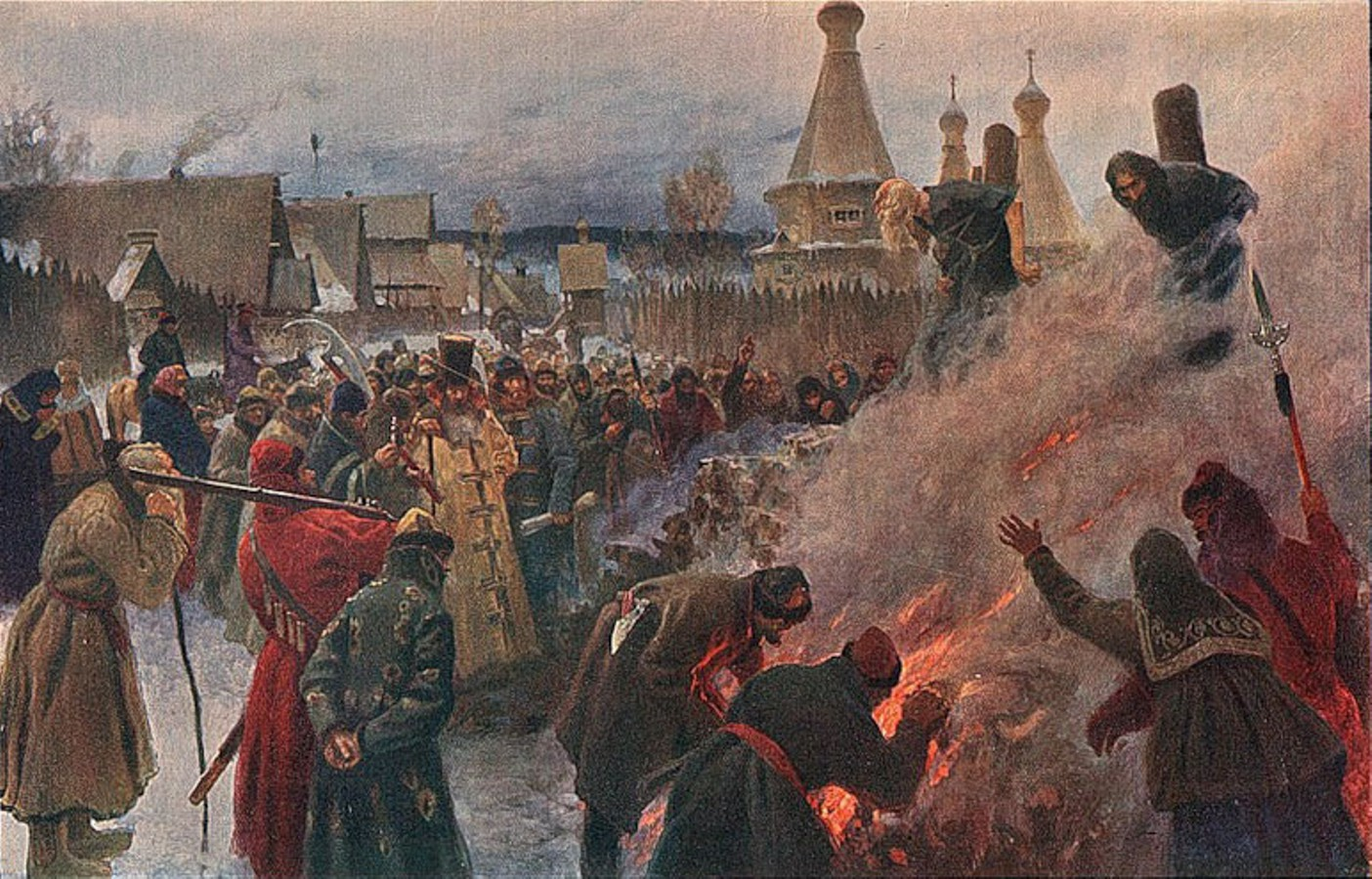
Сожжение протопопа Аввакума, который стал прообразом Досифея из «Хованщины» (картина Петра Мясоедова, 1897)

Образы Досифея и Марфы музыковеды выделяют среди остальных, отмечая, что именно им Модест Мусоргский отдавал наибольшую симпатию. Образ главы раскольников основан на фигуре протопопа Аввакума, который в действительности был сослан на Север и казнён в 1682 году. Музыковед Марина Сабинина отмечает, что имя Досифею выбрано не случайно — так звали игумена, одного из основателей Выговской пу́стыни, руководили которой потомки рода князей Мышецких, к которым относится Досифей из «Хованщины». Образ главы старообрядцев по мнению музыковедов создан Мусоргским «глубоко и любовно», хотя и лишён динамического развития; этот персонаж полон мудрости и достоинства, решительно не намерен сдаваться петровским войскам и готов принять смерть.
Женские персонажи, в том числе и Марфы, главной героини, исторических прообразов не имеют. В то же время Марина Сабинина отмечает, что среди старообрядцев в Выговской пу́стыни была некая «благочестивая старица» с таким именем. Так или иначе, образ Марфы был для Мусоргского наиболее дорогим, а в целом стал единственным положительным среди женских ролей. Композитор при этом был решительно против любой попытки принизить или огрубить чистый характер Марфы, подчёркивая этот образ с помощью Досифея, который, несмотря на строгость, обращался к Марфе с помощью фраз «дитя ты мое болезное» и «касатка моя». У Модеста Мусоргского Марфа — княгиня Сицкая, которая полюбила Андрея Хованского и после охлаждения его чувств носящая, согласно Владимиру Стасову, «смерть в груди» и ушедшая в монастырь.

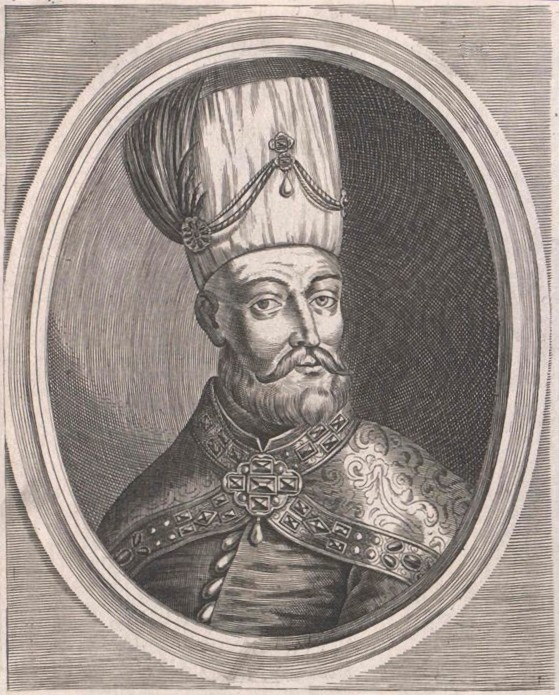
Князь Иван Хованский

Характеристику Ивана Хованского и стрельцов композитор заимствовал у Сильвестра (Медведева), описывающего его так: «В граде Москве всем управлял боярин князь Хованский, и детям своим, названным стрельцами, зело во многих делах угождая, потакал, делал по их воле мимо всякой правды; а около его кареты в городе и из города ходили стрельцы; человек по пятидесяти и больше с ружьями, чего ни у кого не бывало, и караул у себя ради своего бережения учинил». Оперный персонаж основан на историческом образе «Тараруя», прозванного так за отсутствие рассудительности при том, что сам он был энергичным и смелым. При этом, настоящий Иван Хованский и его сын, в отличие от персонажей «Хованщины», были казнены после того, как царевна Софья начала опасаться заговоров против себя.
Сын Ивана Хованского, Андрей, тоже основан на историческом прообразе. В опере представлен глупым, неверным, а также капризно-избалованным. Последнее становится более заметно в контрасте в сценах с Марфой.
В основу образа князя Василия Голицына был положен характер реально существовавшего фаворита царевны. Модест Мусоргский, основываясь на книге Петра Щебальского «Правление царевны Софьи», писал: «Князь Вас. Вас. Голицын — передовой человек того времени, способный дипломат, уничтожил местничество, но был суеверен и верил в вынимание следа — мотив колдовства». Лучше понять характеристику Голицына позволяет описание автора упомянутой книги: «[Голицын] трудился в кабинете, значит, тайно от толпы, покровительствовал иностранцам, значит, не располагал к себе русских. <…> что же касается до стрелецкого мятежа, то Голицын был ему не чужд, это несомненно <…>, но природное отвращение насилия, крутых мер и крови удерживали Голицына от слишком деятельного участия как в стрелецком бунте, так и в замыслах против Петра <…> не имел той страстной энергии, которая все сокрушает для предположенной цели».
Боярин Шакловитый, согласно Петру Щебальскому, «был безусловно предан царевне и не отступал ни перед каким злодеянием, чтобы угодить ей». Его исторический прообраз — Фёдор Шакловитый — был «великого лукавства и ума человека бессовестного», которого царевна Софья «пожаловала в думные дьяки <…> и вручила ему Стрелецкий приказ». В опере предстаёт человеком свирепым, имеющим коварную натуру, а лицо его «даже при ближайшем рассмотрении остаётся загадкой».
Среди женских персонажей в опере фигурируют Эмма и Сусанна. Первая — девушка из немецкой слободы, будучи «милой, невинной и беззащитной девушкой», по мнению Марины Сабининой неинтересна композитору, а её присутствие в опере призвано подчеркнуть глупость Андрея Хованского. Модест Мусоргский об этом писал 23 июля 1873 года в письме Владимиру Стасову: «[Андрей Хованский] предпочёл глупую, как он же, немку мощной и страстной женщине…». Сусанна — старая раскольница, которую Мусоргский в письме описывает как «престарелую девицу, полагающую всю сласть жизни в злобе, в искании прелюбодейного греха и его преследовании».
Подьячий в «Хованщине» — обобщённый социальный тип, представитель «приказного сословия», ненавистного Мусоргскому. По мнению музыковеда Эмилии Фрид, Мусоргский представил этого персонажа сатирически; по мнению Марины Сабининой, композитор хотя и относился негативно к таким людям, сделать отрицательного персонажа не смог, будучи реалистом. В опере предстаёт хитрым и ловким плутом, наблюдающий за событиями и примечающий их. Его комментарии на сцене позволяют более «рельефно» обрисовать зрителю происходящие события и действия.
Помимо индивидуальных персонажей, существуют коллективные образы. Так, пришлые у Мусоргского являются положительными персонажами в контрасте со стрельцами, в то же время их основная черта — любознательность. Они, как правило, наблюдают за всем происходящим со стороны. Борис Асафьев называет их «мирным слоем населения», состоящим из «людей торговых, мещанства и крестьянства». Напротив, стрельцы сначала предстают упоёнными своей силой, разгульными; однако после катастрофы и подавления бунта превращаются в жалкую, беспомощную толпу. Среди стрельцов выделяется Кузька — он появляется в самом начале первого действия, бормоча сквозь сон народную песню. Принимая во внимание сцену, когда мужья после безуспешной попытки утихомирить «немилостивых баб» зовут Кузьку, музыковеды делают вывод, что он мог быть популярным шутником, любимцем публики.
Среди второстепенных персонажей обращает на себя внимание Варсонофьев, хотя наделён «бесцветными, нейтральными» репликами.

### Список персонажей и роли на премьерах
| Партия | Голос         | Роль на премьере в Москве 12 (24) ноября 1897 (Русская частная опера) Дирижёр: Эудженио Эспозито | Роль в Санкт-Петербурге 7 (20) ноября 1911 (Мариинский театр) Дирижёр: Альберт Коутс |
| --- | ------------- | ------------------------------------------------------------------------------------------------ | ------------------------------------------------------------------------------------ |
| Князь Иван Хованский, начальник стрельцов                                                                                         | бас           | А. К. Бедлевич                                                                                   | В. С. Шаронов                                                                        |
| Князь Андрей Хованский, его сын                                                                                                   | тенор         | П. И. Иноземцев                                                                                  | А. М. Лабинский                                                                      |
| Князь Василий Голицын | тенор         | Я. Карклин                                                                                       | И. В. Ершов                                                                          |
| Шакловитый, боярин | баритон       | И. Я. Соколов                                                                                    | П. З. Андреев                                                                        |
| Досифей, глава раскольников | бас           | Ф. И. Шаляпин                                                                                    | Ф. И. Шаляпин                                                                        |
| Марфа, раскольница | меццо-сопрано | С. Ф. Селюк-Разнатовская                                                                         | Е. И. Збруева                                                                        |
| Сусанна, старая раскольница | сопрано       | А. Рубинская                                                                                     | неизвестно                                                                           |
| Подьячий | тенор         | Г. Кассилов                                                                                      | неизвестно                                                                           |
| Эмма, девушка из Немецкой слободы                                                                                                 | сопрано       | В. Антонова                                                                                      | неизвестно                                                                           |
| Пастор | баритон       | Н. Кедров                                                                                        | неизвестно                                                                           |
| Варсонофьев, приближённый Голицына                                                                                                | бас           | М. Буренин                                                                                       | неизвестно                                                                           |
| Кузька, стрелец | баритон       | М. Левандовский                                                                                  | неизвестно                                                                           |
| 1-й стрелец | бас           | Кедров, Бреви, Александров, Сабанин, Зиновьев                                                    | неизвестно                                                                           |
| 2-й стрелец | баритон       | Кедров, Бреви, Александров, Сабанин, Зиновьев                                                    | неизвестно                                                                           |
| 3-й стрелец | тенор         | Кедров, Бреви, Александров, Сабанин, Зиновьев                                                    | неизвестно                                                                           |
| Клеврет Князя Голицына | тенор         | неизвестно                                                                                       | неизвестно                                                                           |
| Московские пришлые люди, стрельцы, раскольники, сенные девушки и персидские рабыни князя Хованского, петровские «потешные», народ |               |                                                                                                  |                                                                                      |

## Краткое содержание
Действие происходит в Москве в период между 1682 и 1689 годами.

### Первое действие

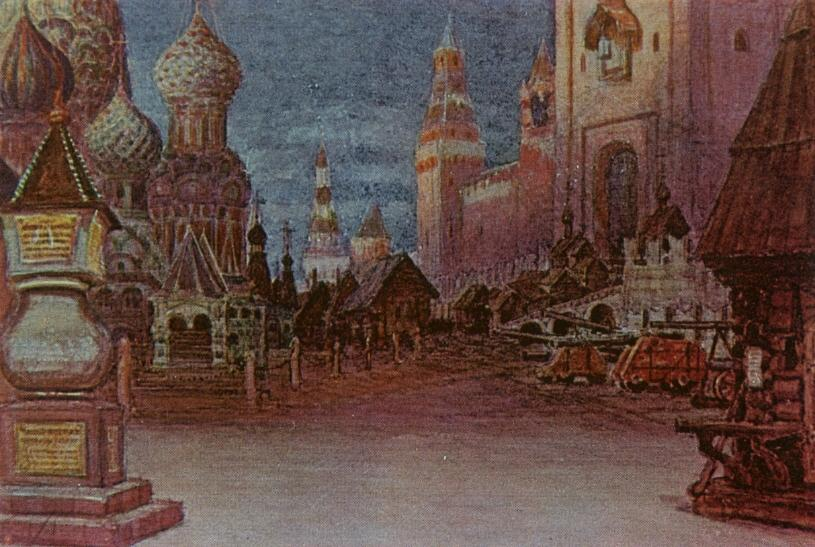
Красная площадь в декорации Аполлинария Васнецова к опере «Хованщина» (1897)

События происходят на Красной площади. Горожане встречают рассвет. Дозорные вспоминают расправу над боярами, совершённую днём ранее, о которой напоминает высеченный текст на столбе. Когда дозорные покидают площадь, появляется сторонник царевны Софьи боярин Шакловитый. Он диктует подьячему донос Петру, в котором сообщается о планах Хованских захватить власть. Собравшиеся на площади люди требуют от подьячего прочесть, что написано на столбе, после чего они приходят в ужас, узнав о расправе над боярами, которые были неугодны стрельцам. Появляется Иван Хованский, которого приветствуют стрельцы. После ухода князя со свитой, появляется лютеранка Эмма и влюблённый в неё Андрей Хованский, преследующий девушку. Прежняя возлюбленная Андрея, раскольница Марфа, защищает Эмму. Вернувшийся Иван Хованский застаёт их и гневается на сына, защищающего лютеранку, которая и ему самому приглянулась. В то же время, Андрей готов скорее убить её, чем отдать отцу; когда он уже был готов это сделать, появившийся глава старообрядцев Досифей останавливает разгорающийся конфликт.

### Второе действие
Второе действие происходит в кабинете князя Голицына, читающего любовное письмо от Софьи, чьим фаворитом он является. При этом он не верит ни в её преданность, ни в свою судьбу, а также его одолевает страх перед будущим страны. По его просьбе приходит гадалка — Марфа — которая предсказывает ему опалу. В ужасе он приказывает убить гадалку, но Марфе удаётся скрыться. Появляется Иван Хованский, скрытый соперник Голицына. Они ненавидят друг друга, и их спор перерастает в ссору, которую останавливает появившийся Досифей. Он обвиняет Хованского в потворстве стрелецкому пьянству и разгулу, Голицына — в пристрастии к европейским обычаям, и заставляет обоих подумать о спасении страны. Появляется Шакловитый, который сообщает, что Пётр получил донос, «обозвал хованщиной и велел сыскать».

### Третье действие

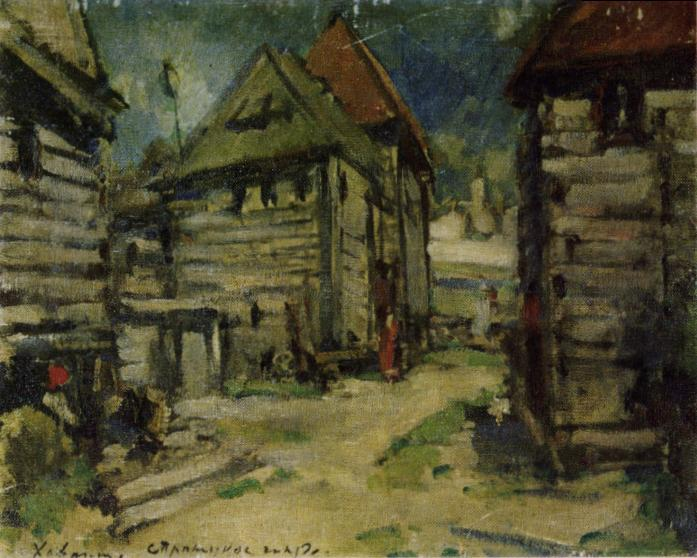
Стрелецкая слобода в Замоскворечье в декорации Константина Коровина (1911)

События происходят в Стрелецкой слободе в Замоскворечье. Проходят в сопровождении толпы монахи с песнопениями. Оставшаяся одна Марфа переживает измену Андрея Хованского, не переставая его любить. Она напевает песню «Исходила младёшенька». Подслушавшая эту песню фанатичная раскольница Сусанна грозит Марфе судом. Вновь появляется Досифей, который защищает и утешает Марфу и прогоняет Сусанну. Появляется Шакловитый, которого беспокоит судьба страны. Когда он слышит песни стрельцов, то скрывается. Появляются стрелецкие жёны и отчитывают мужей с песней: «Ах, окаянные пропойцы!..» Веселье продолжается под песню Кузьки-стрельца, но внезапно обрывается, когда вбегает подьячий. Он сообщает, что приближаются петровские рейтары. У стрельцов мгновенно меняется настроение, и они просят Хованского выступить в ответ. Однако князь указывает всем идти по домам и ожидать «судьбы решения».

### Четвёртое действие

#### Первая картина
События происходят в хоромах Ивана Хованского. Его пытаются развлечь крепостные девушки, однако князь всё равно остаётся хмурым. Появляется гонец, который передаёт предостережение от князя Голицына о «неминуемой надвигающейся беде». Хованский не может избавиться от навязчивых плохих мыслей и велит позвать персидок, которые исполняют танец. Появляется Шакловитый, который передаёт приглашение на тайный совет от царевны Софьи. Хованский польщён и приказывает подать парадную одежду, но внезапно его убивает наёмный убийца. Шакловитый саркастически допевает незаконченную хором девушек песню «Плывёт, плывёт лебёдушка…»

#### Вторая картина
Вторая картина происходит на площади у собора Василия Блаженного. Князь Голицын отправлен в ссылку. Марфа сообщает Досифею, что рейтарам дан приказ окружить скиты старообрядцев. Глава раскольников решается на самосожжение своей паствы и разрешает Марфе взять Андрея Хованского с собой. Князь Андрей появляется и ищет Эмму, одновременно проклиная Марфу. Когда та ему рассказывает, что его отец убит, а стрельцов казнят, он не верит ей и трубит в рог, созывая свой полк, однако на него никто не отзывается. Андрей понимает, что всё погибло, только когда видит стрельцов, которых ведут на казнь. Он просит Марфу спасти его, и та ведёт Андрея в скит. Прямо перед казнью появляется гонец (боярин Стрешнев), который объявляет о помиловании стрельцов.

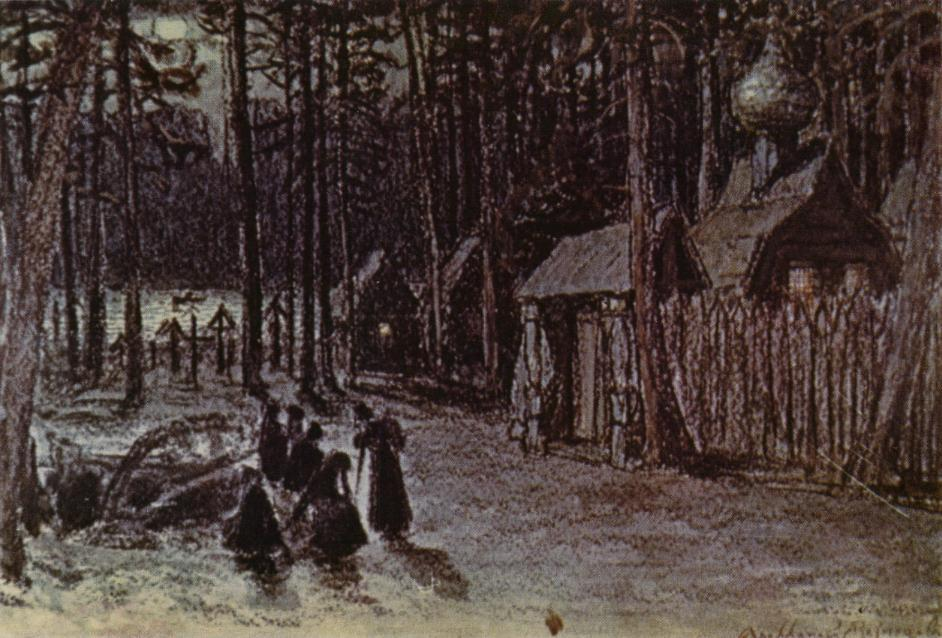
Скит старообрядцев, эскиз декорации к пятому действию работы Аполлинария Васнецова (1897)

### Пятое действие
Действие происходит в окружённом скиту раскольников в бору. Досифей призывает к молитве, дабы предстать перед Богом чистыми. Старообрядцы поджигают скит. Марфа, мечтая в смерти воссоединиться с возлюбленным Андреем Хованским, а также он сам и все раскольники встречают гибель в огне. Финальная сцена критиками и композитором названа «отпеванием»; она зародилась ещё в самом начале творческого процесса Мусоргского по созданию оперы.
Смертный час твой пришел, милый мой,
Обойми меня в остатний раз.
Ты мне люб до гробовой доски,
Помереть с тобой — словно сладко заснуть.
Аллилуйя!

## История создания

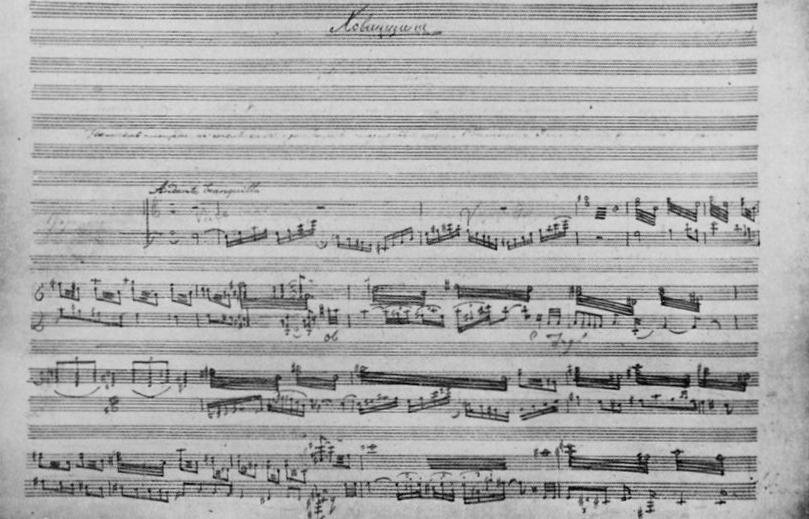
Партитура «Рассвета на Москве-реке» — вступления к опере (фото рукописи Мусоргского)

О работе над «Хованщиной» свидетельствуют письма Модеста Мусоргского, адресованные, в основном, Владимиру Стасову и Арсению Голенищеву-Кутузову. Первый же оказал настолько большое влияние на композитора, что 15 июля 1872 года Модест Мусоргский написал письмо ему, в котором говорил: «Я посвящаю Вам весь тот период моей жизни, когда будет создаваться „Хованщина“; не будет смешно, если я скажу: „посвящая Вам себя самого и жизнь свою за этот период“…» Двумя днями ранее Мусоргский же сообщил, что «создал тетрадку, назвал её „Хованщина“…»
В сентябре 1872 в очередном письме композитор сообщал, что перечитывал «Путешествие в Святую Землю московского священника Иоанна Лукьянова». В дальнейшей переписке Мусоргский делился со Стасовым размышлениями о будущей опере, а в письме Арсению Голенищеву-Кутузову сообщил, что начинает работу над оперой и создал наброски сцены перед самосожжением, где раскольница [Марфа] отпевает Андрея Хованского. В июле 1873 года Мусоргский отмечает, что «готовы, но не написаны» вступление к опере («Рассвет на Москве-реке») и начало первого действия, а также «колдовство, раскольничество и отпевание Андрея Хованского». Упомянутые письма позволяют проследить последовательность создания оперы: первоначально зародился образы Марфы и народа, затем создаётся финал и вступление. В очередном письме Владимиру Стасову от 2 августа 1873 года Мусоргский рассказывает о ходе работы над оперой, отмечает, что вступление завершено, а работа остановилась на моменте, когда Шакловитый диктует донос. В том же письме композитор заметил, что проблемной может оказаться сцена «со столбом с надписями», о чём планировал «поговорить с цензурой»; помимо этого Мусоргский описывает в деталях уже упомянутые сцены с Марфой и Андреем Хованским.
В дальнейшем Мусоргский часто упоминал «Хованщину» в письмах, когда рассказывал о трудностях и новостях, связанных с созданием оперы. Николай Молас, заведующий типографией императорских театров, в 1874 году писал, что Мусоргкий для будущей «Хованщины» собрал много «необыкновенно интересных материалов». 20 апреля 1875 года композитор пишет, что отказывается от «малорусской оперы» (подразумевая «Сорочинскую ярмарку») и «твёрдо устроился на „Хованщине“» и завершает первое действие оперы. 2 августа Мусоргский сообщил, что закончил его и приступает к «столь же трудному» второму. К концу года композитор завершил работу и над ним, о чём Мусоргский сообщил в письмах Владимиру и Дмитрию Стасовым в конце 1875 — начале 1876 годов. 1 августа композитор заявляет, что «почти всё сочинено, надо писать и писать…», и надеется получить отпуск, так как «толкание на службу дорогу перебегает». 13 августа в письме Владимиру Стасову он выражает желание обсудить вторую картину и называет её «рычагом для поворота во всей драме». В конце августа и начале сентября, находясь в отпуске, Мусоргский сообщает, что дописал второй акт и стрелецкую сцену из третьей картины. В письме Стасову 25 декабря 1876 года Мусоргский упомянул сцену из второй картины четвёртого действия (с Досифеем и Марфой).
Александр Бородин в январе 1877 года писал, что Мусоргский работает сразу и над «Хованщиной», и над «Сорочинской ярмаркой». Однако в письмах композитора 1877 года не встречается ни одного упоминания работы над «Хованщиной», в то же время он пишет 15 августа в письме Арсению Голенищеву-Кутузову, что работает над «Сорочинской ярмаркой». Согласно музыковеду Павлу Ламму, имевшему доступ к автографам композитора, в 1877 году действительно не было ни единой записи об опере «Хованщина». Следующим упоминанием работы над оперой является рукопись от 24 июля 1878 года, когда Мусоргский сообщил о сцене гадания Марфы. Павел Ламм сообщает, что 9 августа композитор упомянул о работе над сценой любовного отпевания из пятого действия, в тот же день Людмила Шестакова, хозяйка дома, где собирались члены «Могучей кучки», в письме Владимиру Стасову сообщает, что Мусоргский был у неё несколько раз «в ужасном виде». В 1878 году о работах композитора над оперой больше ничего неизвестно.
Быть может, Мусорянин окажется верным тому, что говорили всегда: новый, неизведанный путь, и остановиться перед ним? Неправда! Дерзай!
В 1879 году есть лишь два упоминания в письмах Мусоргского, свидетельствующих о работе над «Хованщиной». Первое датируется 25-26 июня, речь идёт о сцене Марфы и Андрея в конце второй картины четвёртого действия. Следующий год оказался последним, когда Модест Мусоргский работал над оперой. Находясь в Ораниенбауме 29 мая, композитор упомянул о том, что завершил работу над третьим действием оперы. 5 августа в письме Владимиру Стасову Мусоргский пишет, что «из „Хованщины“ осталось дописать маленький кусочек сцены самосожжения, и тогда она вся готова». В следующем письме 22 августа композитор вновь пишет, что сцена самосожжения ещё не готова и о ней стоит ещё подумать; спустя неделю он пишет, что «Хованщина» уже имеется, но оркестровки нет.
Ещё в мае 1880 года Николай Римский-Корсаков сообщил, что Мусоргский загружен работой, и планирует закончить «Сорочинскую ярмарку» к ноябрю, так как имеет обязательства, а «Хованщину» оставляет уже на следующий год. 12-13 февраля 1881 года стало известно о тяжёлой болезни композитора, в начале марта был запланирован концерт «в пользу больного Мусоргского», а утром 16 марта он умирает.
Павел Ламм, опубликовавший клавир «Хованщины» на основе автографов Мусоргского, составил хронологию сочинения оперы.
| Сцена \ Год                  | Сцена \ Год                  | Сцена \ Год                  | 1870       | 1872                   | 1873                      | 1874                           | 1875                                          | 1876                         | 1878      | 1879            | 1880                             |
| ---------------------------- | ---------------------------- | ---------------------------- | ---------- | ---------------------- | ------------------------- | ------------------------------ | --------------------------------------------- | ---------------------------- | --------- | --------------- | -------------------------------- |
| Сбор исторических материалов | Сбор исторических материалов | Сбор исторических материалов |            | 7 июля 14 июля 15 июля |                           |                                |                                               |                              |           |                 |                                  |
| Посвящение Владимиру Стасову | Посвящение Владимиру Стасову | Посвящение Владимиру Стасову |            | 15 июля                |                           |                                |                                               |                              |           |                 |                                  |
| 1-е д е й с т в и е          | 1-е д е й с т в и е          | Начало                       |            |                        | 2 августа                 | 2 сентября                     |                                               |                              |           |                 |                                  |
| 1-е д е й с т в и е          | 1-е д е й с т в и е          | Сцена стрелецкого дозора     |            |                        | 2 августа                 |                                |                                               |                              |           |                 |                                  |
| 1-е д е й с т в и е          | 1-е д е й с т в и е          | Писание доноса               |            |                        | 23 июля 2 августа         |                                |                                               |                              |           |                 |                                  |
| 1-е д е й с т в и е          | 1-е д е й с т в и е          | Разрушение будки подьячего   |            |                        | 2 августа 15 августа      |                                | 2 января                                      |                              |           |                 |                                  |
| 1-е д е й с т в и е          | 1-е д е й с т в и е          | Монолог Досифея              |            |                        |                           |                                | 20 апреля                                     |                              |           |                 |                                  |
| 1-е д е й с т в и е          | 1-е д е й с т в и е          | Конец первого действия       |            |                        |                           |                                | 30 июля 2 августа 7 августа                   |                              |           |                 |                                  |
| 1-е д е й с т в и е          | 1-е д е й с т в и е          | Первое действие в целом      |            |                        |                           |                                |                                               | 18 мая                       |           |                 |                                  |
| 2-е д е й с т в и е          | 2-е д е й с т в и е          | Начало                       |            |                        |                           |                                | 2 августа                                     |                              |           |                 |                                  |
| 2-е д е й с т в и е          | 2-е д е й с т в и е          | Монолог Голицына             |            |                        |                           |                                | 7 августа                                     |                              |           |                 |                                  |
| 2-е д е й с т в и е          | 2-е д е й с т в и е          | Сцена с пастором             |            |                        |                           |                                | 24 июля 2 августа                             |                              |           |                 |                                  |
| 2-е д е й с т в и е          | 2-е д е й с т в и е          | Гадание Марфы                | 20 августа |                        | 6 августа                 |                                | 6 августа 16 августа                          |                              | 24 июля   |                 |                                  |
| 2-е д е й с т в и е          | 2-е д е й с т в и е          | Спор князей                  |            |                        | 15 августа                |                                | 20 октября 23 ноября                          | 12 февраля 16 августа        |           |                 |                                  |
| 2-е д е й с т в и е          | 2-е д е й с т в и е          | Досифей                      |            |                        | 6 сентября                |                                | 7 августа 14 октября                          |                              |           |                 |                                  |
| 2-е д е й с т в и е          | 2-е д е й с т в и е          | Выход Шакловитого            |            |                        | 6 августа                 |                                |                                               |                              |           |                 |                                  |
| 2-е д е й с т в и е          | 2-е д е й с т в и е          | Конец второго действия       |            |                        |                           |                                | 29 декабря 30 декабря                         | 18 мая 16 августа 31 августа |           |                 |                                  |
| 2-е д е й с т в и е          | 2-е д е й с т в и е          | Второе действие в целом      |            |                        |                           |                                | 1 января 18 мая 15 июня 16 августа 31 августа |                              |           |                 |                                  |
| 3-е д е й с т в и е          | 3-е д е й с т в и е          | Начало                       |            |                        | 29 декабря 30 декабря     | 1 января 12 февраля 16 августа |                                               |                              |           |                 |                                  |
| 3-е д е й с т в и е          | 3-е д е й с т в и е          | Исходила младёшенька         |            |                        | 18 августа                |                                |                                               |                              |           |                 |                                  |
| 3-е д е й с т в и е          | 3-е д е й с т в и е          | Марфа с Сусанной             |            |                        | 15 августа 6 сентября     |                                |                                               | 3 января                     |           |                 |                                  |
| 3-е д е й с т в и е          | 3-е д е й с т в и е          | Выход Досифея                |            |                        | 5 сентября 6 сентября     |                                |                                               |                              |           |                 |                                  |
| 3-е д е й с т в и е          | 3-е д е й с т в и е          | Уход Досифея                 |            |                        |                           |                                |                                               | 1 февраля                    |           |                 |                                  |
| 3-е д е й с т в и е          | 3-е д е й с т в и е          | Спит стрелецкое гнездо       |            |                        |                           |                                |                                               | 6 января                     |           |                 |                                  |
| 3-е д е й с т в и е          | 3-е д е й с т в и е          | Рассказ подьячего            |            |                        |                           |                                |                                               | 24 июля 10 сентября          |           |                 |                                  |
| 3-е д е й с т в и е          | 3-е д е й с т в и е          | Конец третьего действия      |            |                        | 15 августа                |                                |                                               | 18 мая 31 августа            |           |                 | 29 мая                           |
| 4-е д е й с т в и е          | 1-я                          | Немецкая слобода             |            |                        |                           |                                |                                               | 18 мая                       |           |                 |                                  |
| 4-е д е й с т в и е          | 1-я                          | Танец персидок               |            |                        |                           |                                |                                               | 4 апреля                     |           |                 |                                  |
| 4-е д е й с т в и е          | 1-я                          | Смерть Хованского            |            |                        |                           |                                |                                               |                              |           |                 | 22 августа                       |
| 4-е д е й с т в и е          | 1-я                          | Конец первой картины         |            |                        |                           |                                |                                               |                              |           |                 | 5 августа                        |
| 4-е д е й с т в и е          | 1-я                          | Первая картина в целом       | 20 августа |                        |                           |                                |                                               | 18 мая 15 июня 16 августа    |           |                 |                                  |
| 4-е д е й с т в и е          | 2-я                          | Марфа и Досифей              |            |                        |                           |                                |                                               | 25 декабря                   |           |                 |                                  |
| 4-е д е й с т в и е          | 2-я                          | Марфа и Андрей               |            |                        | 15 августа                |                                |                                               |                              |           | 25 июня 26 июня |                                  |
| 5-е д е й с т в и е          | 5-е д е й с т в и е          | Начало                       |            |                        | 2 августа                 |                                |                                               |                              |           |                 |                                  |
| 5-е д е й с т в и е          | 5-е д е й с т в и е          | Хор раскольников             |            |                        | 23 июля 2 августа         |                                |                                               |                              |           |                 |                                  |
| 5-е д е й с т в и е          | 5-е д е й с т в и е          | Песня Андрея                 |            |                        | 2 августа                 |                                |                                               |                              |           |                 |                                  |
| 5-е д е й с т в и е          | 5-е д е й с т в и е          | Любовное отпевание           |            |                        | 23 июля 26 июля 2 августа |                                |                                               |                              | 9 августа | 10 сентября     |                                  |
| 5-е д е й с т в и е          | 5-е д е й с т в и е          | Обращение Досифея            |            |                        | 23 июля                   |                                |                                               |                              |           |                 |                                  |
| 5-е д е й с т в и е          | 5-е д е й с т в и е          | Заключительный хор           |            |                        | 23 июля 2 августа         |                                |                                               |                              |           |                 |                                  |
| 5-е д е й с т в и е          | 5-е д е й с т в и е          | Конец пятого действия        |            |                        |                           |                                |                                               |                              |           |                 | 22 августа 27 августа 28 августа |
| 5-е д е й с т в и е          | 5-е д е й с т в и е          | Пятое действие в целом       |            |                        | 15 августа                | 23 июня                        |                                               | 18 мая                       |           |                 | 5 августа                        |

## Первые постановки

### Завершение работы Римским-Корсаковым и постановка в зале Кононова

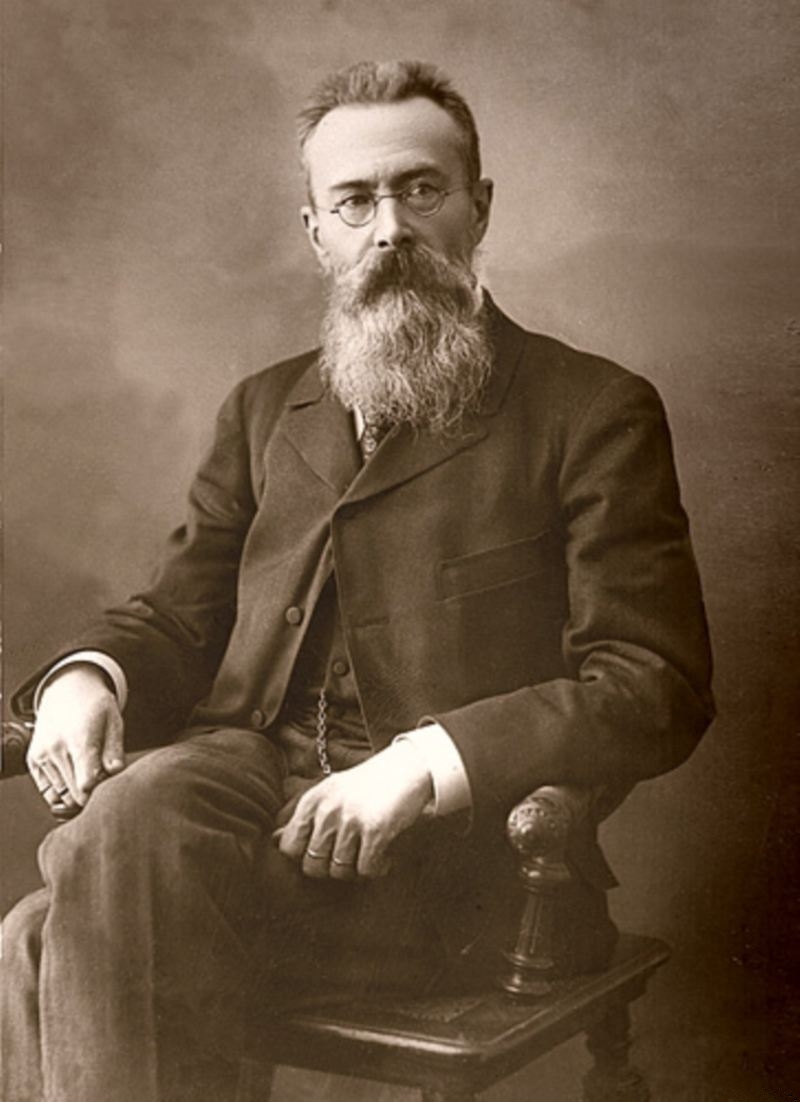
Николай Римский-Корсаков завершил «Хованщину» после смерти Модеста Мусоргского

На момент смерти Модеста Мусоргского незавершённым остался лишь фрагмент из сцены самосожжения в конце. В то же время оркестровки почти не было, и этой задачей занялся Николай Римский-Корсаков. Из его воспоминаний известно, что пришлось многое переделывать в опере. Так, в первом и втором действиях «оказалось много лишнего», а в пятом, напротив, «многого не хватало совсем». Например, Римский-Корсаков для монолога Досифея в пятом действии был вынужден заимствовать музыку из первого и изменить песни Марфы в третьем. Немногочисленные фрагменты, которые были оркестрованы самим Мусоргским, Римскому-Корсакову приходилось переоркестровывать. Согласно музыковеду Марине Сабининой, Римский-Корсаков урезал монолог Голицына, убрал его диалог с пастором, сократил партию Сусанны, арию Шакловитого, а также другие мелкие фрагменты. Его работа из-за этого вызывала споры критиков, в то же время музыковеды признают, что если бы не Римский-Корсаков, неизвестно, вышла бы когда-нибудь «Хованщина» на оперную сцену.
В 1882 году Римский-Корсаков завершил оперу и спустя год представил её комитету Мариинского театра по приёмке произведений, однако «Хованщина» не была допущена к рассмотрению, один из членов комитета заявил: «Довольно с нас и одной радикальной оперы Мусоргского». Хотя путь к постановке в государственном театре был закрыт, оперу поставили в Санкт-Петербурге на сцене Музыкально-драматического кружка любителей в зале И. А. Кононова, премьера состоялась 9 (21) февраля 1886 года. Владимир Стасов прокомментировал это событие как «великолепный пример и доказательство музыкального сознания и художественного развития современного общества».

### Постановка в Частной опере

#### Начальные этапы постановки и выбор актёров

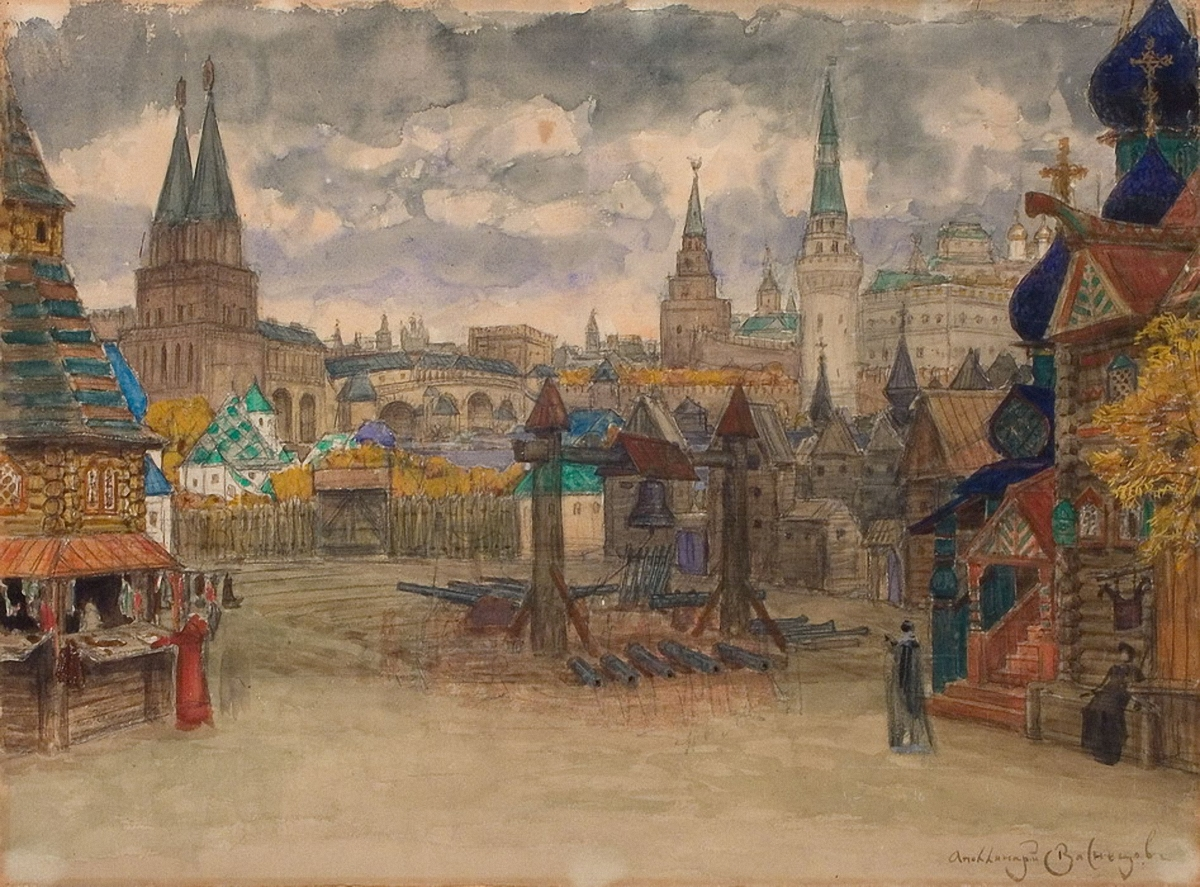
Стрелецкая слобода. Эскиз декорации к опере «Хованщина» Аполлинария Васнецова (1897)

Основатель Русской частной оперы Савва Мамонтов ещё до любительской постановки оперы в Санкт-Петербурге писал Владимиру Стасову в апреле 1885 года, при обновлении репертуара будущего сезона, выбор дирекции пал на «Хованщину» Мусоргского. Мамонтов планировал за лето поручить актёрам разучивание партии, но для этого необходимо было иметь партитуру, разрешение на постановку и сопутствующую помощь, ради чего он и обращался к Стасову. Хотя поставить оперу в ближайших сезонах не удалось, Мамонтов о произведении Мусоргского не забыл. Музыковед Абрам Гозенпуд считает, что поспособствовать постановке оперы мог музыкальный консультант Частной оперы Семён Кругликов, который критиковал организацию за «недостаточное внимание к музыкальной стороне» и поддерживал стремление Мамонтова к пропаганде русской оперы. Для постановки «Хованщины» был привлечён художник Аполлинарий Васнецов, а также Константин Коровин и Сергей Малютин и в качестве консультанта по постановке планировали назначить Владимира Стасова, но из-за разногласий с Мамонтовым этого не произошло.
О постановке «Хованщины» в Частной опере известно из воспоминаний певца Василия Шкафера и племянника Саввы Мамонтова. Последний отмечал, что в проводимых перед репетициями беседах принимали участие художники, работавшие над постановкой. На самой первой беседе Аполлинарий Васнецов рассказал, что на Рогожском старообрядческом кладбище многое сохранилось с давней старины. Шкафер вспоминает, что Савва Мамонтов на одной из репетиций предложил сходить к старообрядцам в Преображенское. Ныне входящее в состав Москвы, село в те времена состояло из «маленьких домишек, незамощённых грязных улочек и огромных пустырей». Василий Шкафер вспоминал, что для актёров, посетивших село старообрядцев, песнопение в храме было неестественным и «резало уши», а в местных людях они узнавали героев оперы; «конечно же это не подлинная допетровская Русь <…> но нам нужны были хотя бы мазочки, намёки, лёгкие штрихи от быта <…> и, уходя не пустыми, пришли в театр, делясь всем виденным и слышанным». Также в год постановки «Хованщины» на сцене Частной оперы общественность широко обсуждала погребение заживо в знак протеста двух групп старообрядцев в Тираспольском уезде. Эта трагедия изучалась и психиатрами, и врачами, и историками.

Афиша премьеры в Русской частной опере (1897)

В постановке Частной оперы принимал участие Фёдор Шаляпин в роли Досифея, который поразил Шкафера искусством фразировки и дикции. Партию Марфы в премьере исполняла Серафима Селюк-Рознатовская, которая исполняла партию Марины Мнишек в опере «Борис Годунов». В других спектаклях «Хованщины» была задействована Варвара Страхова, окончившая Петербургскую консерваторию по классу Ферни-Джиральдони, однако её драматические способности были гораздо более сильными, чем певческие, и её по «степени художественного толкования» сравнивали с Шаляпиным. Дирижировал оркестром Эудженио Эспозито, при этом критики и те, кто работал над постановкой, считали, что он равнодушен к «боли и трагедии народа», что накладывает отпечаток на музыку. Об этом знал и Мамонтов, но лишь признавал это, хотя и хотел привлечь другого, русского дирижёра, например, Сергея Рахманинова. Однако сделать это не удалось по ряду причин, одной из которых является ремонт театра Солодовникова, помимо этого имели место различного рода разногласия.

#### Премьера и отзывы
Премьера в Москве состоялась 12 (24) ноября 1897 года в недавно отремонтированном театре Солодовникова. Музыковед Марк Копшицер отмечает, что в первых спектаклях имели место мелкие режиссёрские недоработки, которые были быстро исправлены, а главное достоинство стало очевидным с самого первого спектакля — благодаря декорациям Васнецова, Коровина и Малютина, исполнению Шаляпина роли Досифея была «видна художественная правда». Оперный певец Василий Шкафер вспоминает, что во время исполнения финальной сцены самосожжения из ложи зрительного зала стали выкрикивать: «Довольно Бога, опустите занавес, не кощунствуйте!» Некоторые зрители направились к выходу, возник переполох. Последующее расследование причин не выявило, однако были слухи, что на спектакле могли собраться старообрядцы.
Обдуманность обнаруживается во всем: в чрезвычайно удачном распределении ролей и поручении главных... чутким, энергичным и стремящимся во всестороннему саморазвитию артистам, какими выказали себя особенно Селюк, Шаляпин, Бедлевич и Соколов; в заказе рисунков декораций и костюмов столь известному художнику и знатоку русского стиля, как А. Васнецов, что, при художественном выполнении декораций Коровиным и Малютиным, исторически верной костюмировке и превосходном гриме, создало для оперы редкую по цельности внешнюю сторону постановки: и, наконец, в умелой, лишённой всякой рутинности режиссировке.
«Новости дня» похвалили постановку оперы, отметив в исполнителях «совершенно новые, небывалые требования умственного и духовного развития», вследствие чего опера «может идти только на сцене театра, отрешившегося от всякой рутины оперных подмостков и музыкальных учреждений». Было отмечено исполнение партий Досифея и Марфы, соответственно, Фёдором Шаляпиным и Серафимой Селюк, сумевшим создать «необыкновенно яркие и глубоко русские типы [Марфы и Досифея]», а также хоровое исполнение. Критик Николай Финдейзен отметил, что «изумительный правдивый, цельный тип создал Шаляпин из раскольничьего старца». Театральная газета «Новости сезона» прокомментировала премьеру, отметил исполнение хора без натянутости, присущей обыкновенным хорам: «Они живут и дышат, картины выхвачены из народной жизни». Исполнение хора с положительной точки зрения отметил Цезарь Кюи, поставив его на первое место, даже выше партии Фёдора Шаляпина в роли Досифея. Владимир Стасов отметил прекрасные декорации, лучшей среди которых назвал «Стрелецкую слободу», которая «истинно воскрешает старую Москву, с пушками на неуклюжих колодках вместо лафетов, с тыном вокруг всей слободы, с перспективой древней Москвы и её мостов, с богатою палатою стрелецкого главы князя Хованского, разукрашенной майоликами, и с неуклюже и грубо нагромождёнными избами и клетями самих стрельцов». Аналогично он высказался и о декорациях скита раскольников. Помимо Стасова, похожим образом высказывались и другие рецензенты
Тем не менее, в воспоминаниях Василия Шкафера успех оперы является «средним», так как, во-первых, публика ещё не привыкла «разбираться в красотах русской музыки», а во-вторых, некоторые впервые получившие сложное задание артисты ещё не смогли в совершенстве овладеть требованиями, которые ставит подобного рода постановка. Об этом говорит и Абрам Гозенпуд, отмечая слабое исполнение партии Ивана Хованского Антоном Бедлевичем. Постановщик Пётр Мельников в письме Мамонтову также критиковал исполнителя старика Хованского: «У Вас нет Хованского… Только первый выход у Бедлевича интересен, и это дело Ваших рук; в каждом жесте я вижу Вас, а есть моменты, где были на сцене Вы сами, собственной своей фигурой. Но этот выход исчерпывает собою весь интерес исполнения Бедлевича. Вся же остальная роль — это просто жирная свинья, а не Хованский. Поёт же Бедлевич невозможно скверно». Помимо этого Мельников отметил «скучный тон» дома Голицына из второго действия и выразил предположение, что лучше бы подошёл кабинет боярина Полтева в «„Веницейском истукане“ Гнедича в Малом театре»; также Мельникову не понравился французский кафтан князя Голицына. По его мнению, стоило найти «переходную степень от одного костюма к другому».

### Премьеры в государственных театрах

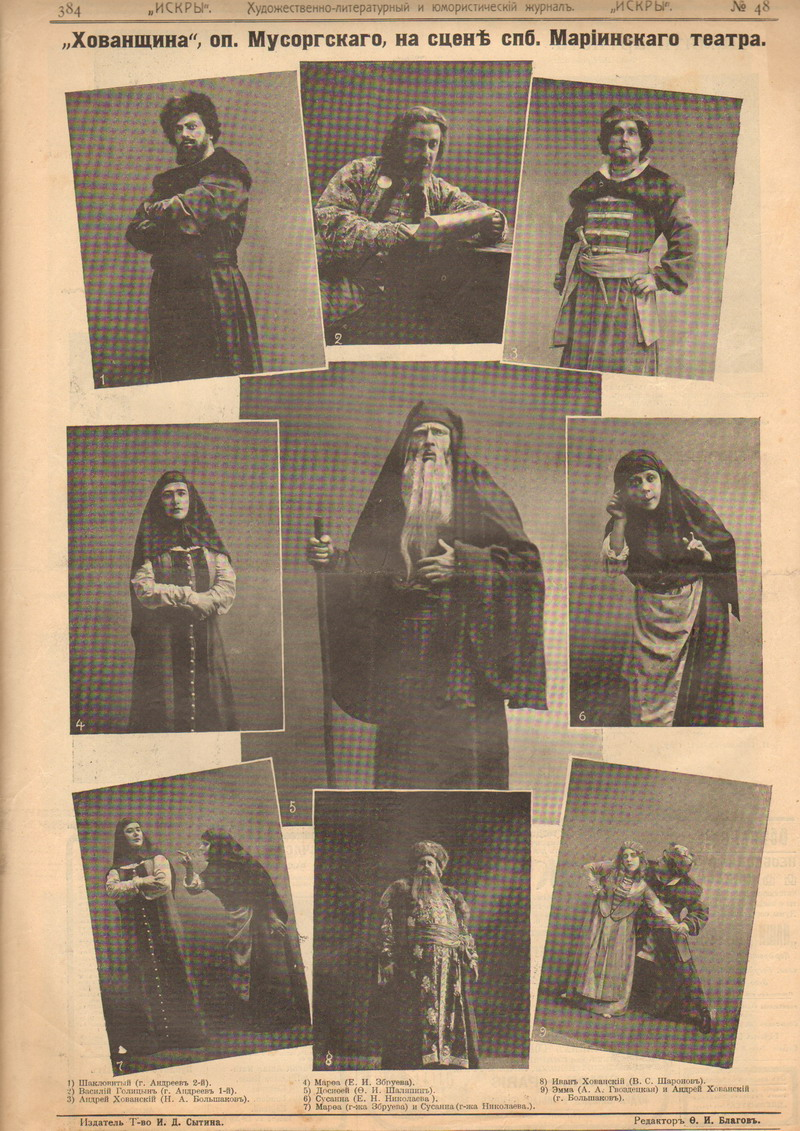
Страница журнала «Искра», посвящённая постановке оперы в Мариинском театре (1911)

После того как в Париже опера «Борис Годунов» вызвала огромный интерес, государственные театры стали задумываться о том, чтобы показать «Хованщину». Премьера оперы на сцене Мариинского театра состоялась 7 (20) ноября 1911 года, режиссёром был Фёдор Шаляпин, который, как и четырнадцать лет назад, исполнял партию Досифея. Его постановка не отличалась новаторскими идеями; своей целью он считал создание единого целого из элементов спектакля. Музыковед Исай Кнорозовский в журнале «Театр и искусство» писал, что грим у Шаляпина — такое же художественное произведение, как декорации Васнецова и Нестерова. Дирижёр Альберт Коутс тесно сотрудничал с Шаляпиным и соглашался на необходимые, по его мнению, оттенки. Дирижёр Даниил Похитонов вспоминал о работе Шаляпина над постановкой оперы в Мариинском театре как о «самом замечательном периоде его артистической и режиссёрской деятельности». В спектакле были задействованы такие известные исполнители, как Иван Ершов, Павел Андреев, Василий Шаронов, и при этом в процессе постановки не возникло ни единого конфликта между ними. Похитонов отмечает, насколько совершенно было исполнение Шаляпиным партии Досифея: «Его громоподобное и властное „Стой!“, когда он останавливал Андрея Хованского, занёсшего нож над Эммой, заставляло зрителей затаить дыхание».
В декабре 1912 года «Хованщина» была поставлена в Большом театре. Работу поручили режиссёру Петру Мельникову. Процесс постановки не оказался таким дружеским, как в Мариинском. Конфликт возник между Шаляпиным, прибывшим в Москву за неделю до премьеры для проведения генеральных репетиций, и дирижёром Вячеславом Суком, который отказался следовать свободному толкованию партитуры, в результате чего хор сильно разошёлся с оркестром. Сук утверждал, что хор слишком сильно увлекается драматизмом, «теряя палочку дирижёра», и требовал «статичного» пения, что, по мнению Шаляпина, было немыслимо. В результате последний вызвал из Петербурга Даниила Похитонова, который вместе с Коутсом дирижировал постановками в Мариинском театре. Он справился со своей задачей, и премьера прошла успешно. Отзывы о спектакле, в основном, касались Шаляпина как режиссёра. В одном из них, за авторством музыковеда Юлия Энгеля, отмечалось, что «он [Шаляпин] больше заставляет вникать в музыку и считаться с ритмом».

## Другие постановки и варианты оркестровки

### За пределами России

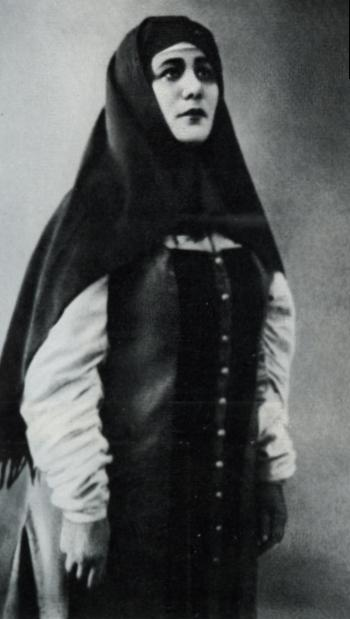
Евгения Збруева исполняет партию Марфы (1911)

Впервые за пределами России «Хованщина» была показана в Париже, в Театре Елисейских Полей, таким образом было положено начало к обретению статуса всемирно известной оперы. Предыдущую оперу Мусоргского Франции открыл Камиль Сен-Санс, который привёз только что изданный клавир. Уже в 1890-х годах французские музыковедческие журналы писали о Мусоргском, тогда как в России его постановки шли, в основном, в частных операх. О произведении Мусоргского отзывался Морис Равель: «„Хованщина“ не есть новейшая музыкальная драма. Это настоящая опера, задуманная в старинной форме: арии, дуэты, хоры, сцены — всё сохраняет свою самостоятельность». Постановщиком «Хованщины» в Париже стал Сергей Дягилев. Для премьеры в столице Франции собственную версию заключительного хора (в сцене самосожжения раскольников) написал Игорь Стравинский. В постановке использовалась редакция Римского-Корсакова, дополненная не вошедшими в неё фрагментами, восстановленными (а в отдельных случаях реконструированными) и оркестрованными Стравинским и Морисом Равелем. Дирижировал спектаклем Эмиль Купер, художником был Фёдор Федоровский. Партию Досифея исполнял Фёдор Шаляпин, Марфы — Елизавета Петренко. Во Франции следующая постановка «Хованщины» состоялась в Опере Гарнье (на французском языке). Вслед за этим началась всемирная оперная слава. «Хованщина» вошла в репертуар крупнейших театров мира. Трижды за шесть лет поставлена в Лондоне: в 1913 в Друри-Лейн на русском языке; затем Роза Ньюмарч перевела её на английский, после чего на сцене того же театра в 1917 и 1919 годах показали новые версии «Хованщины». В 1923 году опера показана в Барселоне, в 1924 — в Франкфурте-на-Майне. Спустя два года «Хованщина» впервые показана в Милане в театре Ла Скала. Вторая итальянская постановка состоялась в 1933 году в сценической редакции дирижера Витторио Гуи. В 1931 году опера была оркестрована Борисом Асафьевым, его версия является близкой к авторскому замыслу. До начала Второй мировой войны опера ставилась в Дрездене (1927), Загребе (1926), Филадельфии (1928), Буэнос-Айресе (1929), Лионе (1930), Нью-Йорке и Турине (1931), Софии (1933), Любляне (1934) и Будапеште (1937).
В 1949 в Ла Скала состоялась очередная постановка оперы под руководством Исая Добровейна, он же и дирижировал оркестром миланского театра. Старика Хованского исполнял Никола Росси-Лемени, его сына — Франческо Альбанезе, Шакловитого — Джованни Ингиллери, Досифея — Борис Христов, Марфы — Федора Барбьери и Джульетта Симионато. В 1962 году «Хованщину» ставят в Белграде, а спустя год опера Мусоргского ставится в Лондоне (театр Ковент-Гарден), Флоренции и Франкфурте-на-Майне. В 1967 и 1971 годах новые версии поставлены в миланском Ла Скала, партию Ивана Хованского исполнял Николай Гяуров, Марфы — Ирина Архипова. Постановщиками были Иосиф Туманов и Николай Бенуа. Венскую постановку Альфреда Кирхнера 1989 года считают выдающейся за счёт работы дирижёра Клаудио Аббадо. Досифея исполнял Паата Бурчуладзе, партии Марфы — Марьяна Липовшек и Людмила Шемчук, Ивана Хованского — Николай Гяуров, Андрея Хованского — Владимир Атлантов, Голицына — Юрий Марусин, Шакловитого — Анатолий Кочерга. В постановках конца 1990-х — начала 2000-х годов в Барселоне и Брюсселе используется оркестровка Шостаковича с финалом Джей Дэвида Джексона (англ. J. David Jackson), в этих спектаклях партию Досифея исполнял Анатолий Кочерга, Ивана Хованского — Уиллард Уайт, музыковеды отмечают, что смешиваются эпохи, в которых происходит действие: Россия в XVII веке и времён Гражданской войны.
В начале XXI века Владимир Федосеев и Альфред Кирхнер ставят «Хованщину» в Цюрихе с оркестровкой Римского-Корсакова; в швейцарской постановке музыковедом отмечается «одновременная трактовка истории как бесконечной власти». В 2001 году опера показана в Театре Бастилии. В 2007 году состоялась премьера новой постановки в Баварской опере, отличной чертой которой является введение фигур Петра и Софьи (их исполняют драматические актёры без пения) и явный показ насилия на сцене. Дирижёр этого спектакля — Кент Нагано

### Российские и советские

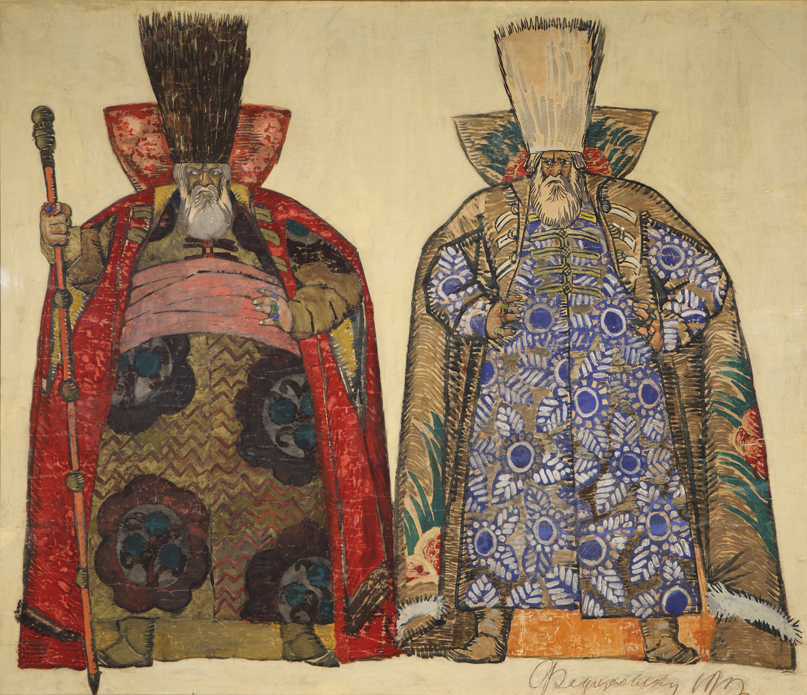
Костюмы Фёдора Федоровского для оперы «Хованщина» (1912)

Помимо премьер в государственных театрах, «Хованщину» показали на сцене Частной оперы Зимина в 1910 году (режиссёр Пётр Оленин). Оркестром дирижировал Иван Палицын, партию Ивана Хованского исполнял Капитон Запорожец, князя Голицына — Антон Секар-Рожанский, Марфы — Вера Петрова-Званцева, Досифея — Василий Петров, Шакловитого — Николай Шевелёв.
Первая постановка в РСФСР состоялась 27 сентября 1918 года на сцене Мариинского театра. Петроградская постановка так же как и семью годами ранее проводилась под руководством Фёдора Шаляпина, дирижировал Даниил Похитонов. В Москве следующая постановка состоялась в 1928 году. На этот раз Вячеслав Сук всё же справился с работой, однако режиссёром был Иосиф Лапицкий, декорации создавал Михаил Курилко. В 1939 году там же состоялась постановка «Хованщины» режиссёра Иосифа Раппопорта в редакции Римского-Корсакова со включением сцены «Казнь стрельцов». Оркестром дирижировал Лев Штейнберг. «Хованщина» была поставлена и в театрах других городов СССР: в 1941 году в Саратове, в 1952 в Новосибирске, в 1953 в Перми, в 1963 в Киеве и в 1964 в Свердловске, где впервые оперу увидели в 1934 году. В Большом театре в 1950 году состоялась новая постановка редакции Николая Голованова, который был и дирижёром. Режиссёром этой «Хованщины» стал Леонид Баратов, к постановке был привлечён художник Федоровский; музыковеды отмечали поразительные для публики декорации и театральные эффекты. Партию Досифея исполнял Марк Рейзен, Марфы — Вера Давыдова и Мария Максакова, Голицына — Никандр Ханаев и Григорий Нэлепп, Шакловитого — Пётр Селиванов и Алексей Иванов, Ивана Хованского — Алексей Кривченя и Василий Лубенцов.
В 1958 году Дмитрий Шостакович создал новую оркестровку по научному изданию клавира, который был подготовлен Павлом Ламмом в 1932 году. В отличие от оркестровки Римского-Корсакова, Шостакович старался минимально изменять изначальные замыслы композитора, сохраняя оригинальные тональности, выбором которых был так недоволен первый. Музыковед Анатолий Дмитриев в 1960-х отмечал, что «новая оркестровая редакция раскрыла всю многогранную душу музыки „Хованщины“, и при этом весь специфический, самобытный стиль письма Мусоргского сохранён полностью, без каких либо перемен или редакционных искажений». Именно этот вариант использован в фильме-опере «Хованщина» 1959 года (режиссёр Вера Строева). Картина и аранжировка Шостаковича были представлены на состоявшейся в 1962 году 34-й церемонии вручения наград премии «Оскар», в номинации «Лучшая музыка» в разряде «Партитура музыкального фильма». В 1960 году опера в данной редакции была поставлена в Ленинграде в Кировском (Мариинском) театре. Выделяются постановки в Таллине (1987, режиссёр Борис Покровский), где музыковеды отмечают самобытный финал, и Перми (1989, режиссёр Эмиль Пасынков), где вводят в сюжет Петра. В 1990-х «Хованщину» вновь поставили в Большом театре (1995 год, оркестровка Шостаковича, дирижёр Мстислав Ростропович). Эту постановку считают «гибридом неровной музыкальной трактовки и противоречивой, аморфной сцены». В том же году новая версия оперы ставится в театрах Саратова и Новосибирска.
| Внешние видеофайлы  | Внешние видеофайлы      |
| ------------------- | ----------------------- |
| Опера «Хованщина»   |                         |
| (Модест Мусоргский) |                         |
|                     | Большой театр, 1979 год |

Среди выдающихся исполнителей в Советском Союзе выделяются Александр Пирогов, Марк Рейзен, Александр Огнивцев, Иван Петров, Надежда Обухова, Софья Преображенская и Борис Штоколов. Музыковед Михаил Мугинштейн считает «преемниками традиции» Ларису Дядькову и Ольгу Бородину, исполнительниц партии Марфы. В 2002 году в Большом театре состоялась очередная премьера «Хованщины», спустя семь лет опера была поставлена вновь с оркестровкой Римского-Корсакова под руководством Александра Ведерникова.
Рукопись клавира заключительного хора Игоря Стравинского, прежде считавшаяся утерянной, хранилась в архиве дирижёра Григория Фурмана и в 1994 году была продана наследниками Фурмана Министерству культуры РФ. 
28 сентября 2018 года на сцене Ростовского музыкального театра состоялась премьера «Хованщины» режиссёра Павла Сорокина. Впервые с 1913 года использован клавир Игоря Стравинского, по которому был поставлен финал. До этого партитура считалась утраченной и, согласно словам Сорокина, постановка стала возможна благодаря помощи Ярослава Тимофеева, который собирал рукописи и черновики Стравинского в музеях Парижа, Санкт-Петербурга, Базеля и других городов

## Драматургия и музыка
Музыковеды отмечают, что в «Хованщине» Мусоргский применяет свойственное для его произведений наделение персонажей «яркой характеричностью» в отдельных эпизодах, помимо этого он использует песенность и широкую распевность во всех партиях персонажей оперы. Такой приём в юности вызывал у Мусоргского неприязнь, но в «Хованщине» он прибегает к нему в поиске «осмысленной, оправданной мелодии», которую в дальнейшем находит в музыке к партии Марфы. Хотя композитор наделяет образы персонажей индивидуальностью, некоторые интонации обобщаются, в результате чего реплики иногда становятся родственными, например, в выражающих чувство скорби ариях одинаковой тональности «Приспело время мрака и гибели душевной» и «Ах ты, в судьбине злосчастная, родная Русь», соответственно, у Досифея и Шакловитого. Новый подход Мусоргского заметен в использовании подлинно народных песен, а также сочинённых в стиле таковых, помимо этого атмосфера создаётся благодаря использованию старообрядческих песнопений, в которых господствует архаический и консервативный колорит. Особенность построения оперы состоит в том, что Мусоргский объединял жанры и эпопеи, и хроники, и лирико-психологической драмы; в связи с этим музыковедами Михаилом Друскиным и Эмилией Фрид был введён термин «монтажная структура». Для подобной структуры характерны резкие переходы, такие как внезапно возникающая сцена казни стрельцов после того, как Андрей Хованский пытался созвать своё войско с помощью рога. Все эти приёмы создают специфическую многомерность.
Вступление — «Рассвет на Москве-реке» — отмечено музыковедами как «зародыш драматургических принципов» оперы «Хованщина». Так же как и всей музыке оперы, ему свойственна просторность форм, детализированность штриха; оно проходит в духе протяжных песен, которыми наполнена опера. Отмечается особый тональный колорит, который в увертюре изменяется от тональности ми мажор до ре мажор, что Римский-Корсаков интерпретировал как переход от «синего, сапфирового» к «золотистому» рассвету (последняя в произведениях Шумана и Листа передаёт поэтически-возвышенные состояния). Ближе к первому действию, тональность изменяется на ля мажор, который Римский-Корсаков определял как «розовый, весенний, цвета утренней зари». Эта мелодия является наиболее известной как в опере, так и во всём творчестве Мусоргского.
При рассмотрении партий основных героев оперы в каждой из них заметны упомянутые «протяжные песенности». В теме любви и воспоминаний Марфы и её песни «Исходила младёшенька» заметны общие черты — напевность, глубина, простота. Народные мелодии использованы в сценах описания быта Хованского, его песни «Плывёт, плывёт лебёдушка» (помимо этого, здесь наблюдается простота и спокойствие, для которых Мусоргский использует тональность соль мажор), а также тех, что поют крепостные девушки в четвёртом действии («Возле речки на лужочке», «Гайдучка»). Во второй картине четвёртого действия использована песня «Не дай пощады, казни окаянных» по народному мотиву. В пятом действии оперы присутствует много старообрядческих песен: хоры «Враг человеков» и «Господи, гряди во славу твою».
Параллельно Мусоргский использует характеризующие персонажей индивидуальные темы, которые он применял в опере «Борис Годунов». Они сочетаются с «методом переключений», когда речитативы сменяются распевными песнями. Этот приём Мусоргский применял в «Борисе Годунове». Так, в партии подьячего используется мотив, содержащий «прыгающую мелодию», которая подчёркивает образ «плюгавенького суетливого человечка»; в партии Марфы используется напряжённо-неустойчивая тема любви. Марфа у Мусоргского является единственным позитивным женским образом, не похожим на другие, а распевные темы, применённые композитором для неё, были названы им «осмысленной-оправданной мелодией», при этом образ Марфы обрисован не в светлых оттенках, а в печальных и трагических тонах. Суть лейтмотива Хованского состоит в многократном повторении отдельных звуков и мотивов, а иногда и отдельной, одной и той же ноты в конце фраз, что показывает «тупую, примитивную силу». Для стрельцов использованы два типа мотивов — первый описывает буйную стихийную силу до того, как становится известно, что донос доведён до Петра, вторая подчёркивает полную потерю уверенности в себе людей. В музыкальном плане широкие песни сменяются по-детски жалобно звучащим хором «Батя, батя, выйди к нам». Досифей в музыке охарактеризован неоднозначно: в первых действиях его ария «Приспело время» отражает скорбное предчувствие человека, видевшего жизнь. В конце, когда он принимает решение погибнуть, но не сдаваться, по мнению музыковедов ария «образует как бы репризную арку» с ариозо из первого действия. При этом Мусоргский очень часто использует тональность ми-бемоль минор для выражения трагической экспрессии.
Использование лишь двух основных тональностей (соль мажор и ми-бемоль минор) является инструментом драматургии, но в то же время именно за это Мусоргского критиковал Римский-Корсаков, замечая, что получается «вяло, однотонно», а во второй половине третьего действия «невыносимо и ничем не обосновано». В результате Римский-Корсаков этот фрагмент переделал в ре минор. Помимо распевных песен и индивидуальных музыкальных характеристик Мусоргский в опере использовал балетные сцены, передавая таким образом определённые колориты, например, восточный во время танца персидок в покоях Хованского. В этой сцене заметны остро звучащие интонации, прихотливый ритм, что создаёт атмосферу томления, которая присутствует в доме и в мыслях князя.

## Записи
| Год  | Организация                                                       | Дирижёр            | Солисты | Издатель и каталожный номер                                                                   | Автор редакции   | Примечания      |
| ---- | ----------------------------------------------------------------- | ------------------ | --- | --------------------------------------------------------------------------------------------- | ---------------- | --------------- |
| 1946 | Хор и оркестр Кировского театра                                   | Борис Хайкин       | Досифей — Марк Рейзен, Марфа — Софья Преображенская, Иван Хованский — Борис Фрейдков, Шакловитый — Иван Шашков, Андрей Хованский — Иван Нечаев, Голицын — Владимир Ульянов, Подьячий — Яков Мищенко, Эмма — Валентина Волокитина, Сусанна — Нина Серваль, Кузька — Лаврентий Ярошенко                               | «Мелодия», Д-02269-76 (1954), Д 011089-94 (1962)                                              | Римский-Корсаков |                 |
| 1950 | Метрополитен-опера (Нью-Йорк)                                     | Эмиль Купер        | Досифей — Джером Хайнс, Марфа — Ризе Стивенс, Иван Хованский — Лоуренс Тиббетт, Шакловитый — Роберт Уиди, Андрей Хованский — Брайан Салливан, Голицын — Чарльз Кульман, Подьячий — Лесли Чейби, Эмма — Энн Боллингер, Сусанна — Полина Стоска, Кузька — Клиффорд Харвуот                                            | Unique Opera Records UORC 295; Omega Opera Archive 219 (& 1465); Bensar OL 12977 (BRO 124200) |                  | На английском   |
| 1951 | Хор и оркестр Большого театра                                     | Василий Небольсин  | Досифей — Марк Рейзен, Марфа — Мария Максакова, Иван Хованский — Алексей Кривченя, Шакловитый — Алексей Иванов, Андрей Хованский — Григорий Большаков, Голицын — Никандр Ханаев, Подьячий — Тихон Черняков, Эмма — Н. Косицына, Кузька — Михаил Сказин, Пастор — Сергей Красовский, Варсонофьев — Всеволод Тютюнник | Д 01712-19 (1954)                                                                             | Римский-Корсаков |                 |
| 1954 | Хор и оркестр Белградской оперы                                   | Крешимир Баранович | Досифей — Мирослав Чангалович, Марфа — Мелания Бугаринович, Иван Хованский — Жарко Цвеич, Шакловитый — Душан Попович, Андрей Хованский — Александар Маринкович, Голицын — Драго Старц | DECCA, Югославия, LXT 5045-5048                                                               | Римский-Корсаков |                 |
| 1958 | Хор и Национальный симфонический оркестр Итальянского радио (Рим) | Артур Родзинский   | Досифей — Борис Христов, Марфа — Ирен Компанеец, Иван Хованский — Марио Петри, Шакловитый — Микеле Маласпина, Андрей Хованский — Амедео Бердини, Голицын — Мирто Пикки | Datum DAT 12320, Stradivarius STV DTM 12320, VAI VAIA 1052-2 (1994)                           | Римский-Корсаков | На итальянском  |
| 1962 | Театр «Колон» (Буэнос-Айрес)                                      | Мильтиадес Каридис | Досифей — Мирослав Чангалович, Марфа — Мариана Радев, Иван Хованский — Джорджо Альгорта, Шакловитый — Джан-Пьетро Мастромеи, Андрей Хованский — Эудженио Валори, Голицын — Карло Коссутта, Подьячий — Нино Фальцетти, Эмма — Мария Альтамура, Кузька — Рикардо Катена                                               | Omega Opera Archive 4068                                                                      |                  | На итальянском  |
| 1971 | Хор «Светослав Обретенов», оркестр Софийской национальной оперы   | Атанас Маргаритов  | Досифей — Никола Гюзелев, Марфа — Александрина Милчева, Иван Хованский — Димитр Петков, Шакловитый — Стоян Попов, Андрей Хованский — Любомир Бодуров, Голицын — Любен Михайлов, Подьячий — Милен Паунов, Эмма — Мария Димчевска, Сусанна — Надежда Добрянова                                                        | Balkanton BOA 1439-42; Harmoni Mundi HMU 4-124; Capriccio 10 789-91                           | Римский-Корсаков |                 |
| 1972 | Ковент-Гарден (Лондон)                                            | Эдвард Даунс       | Досифей — Мартти Талвела, Марфа — Ивонна Минтон, Иван Хованский — Дэвид Уорд, Шакловитый — Дональд Макинтайр, Андрей Хованский — Джон Добсон, Голицын — Роберт Тир, Подьячий — Фрэнсис Эджертон, Эмма — Энн Пэшли                                                                                                   | Oriel Music Society OMS 300 (2002)                                                            |                  |                 |
| 1973 | Хор и Национальный симфонический оркестр Итальянского радио (Рим) | Бого Лескович      | Досифей — Чезаре Сьепи, Марфа — Фьоренца Коссотто, Иван Хованский — Николай Гяуров, Шакловитый — З. Нимсгерн, Андрей Хованский — В. Лукетти, Голицын — Людовик Шписс | Historical Recording Enterprises HRE 367-4, Bella Voce BLV 107 402 (1996)                     | Шостакович       | На итальянском  |
| 1974 | Хор и оркестр Большого театра                                     | Борис Хайкин       | Досифей — Александр Огнивцев, Марфа — Ирина Архипова, Иван Хованский — Алексей Кривченя, Шакловитый — Виктор Нечипайло, Андрей Хованский — Владислав Пьявко, Голицын — Алексей Масленников, Подьячий — Геннадий Ефимов, Эмма — Тамара Сорокина, Сусанна — Татьяна Тугаринова                                        | «Мелодия», С10 05109-16 (1974)                                                                | Римский-Корсаков | MEL CD 10 01867 |
| 1975 |                                                                   | Атанас Маргаритов  | Досифей — Никола Гюзелев, Марфа — Бойка Косев, Иван Хованский — Николай Гяуров, Шакловитый — Стоян Попов, Андрей Хованский — Любен Михайлов, Голицын — Любомир Бодуров, Эмма — Мария Димчевска, Сусанна — Надя Шаркова                                                                                              |                                                                                               |                  |                 |
| 1976 | Дополнительная                                                    | Бруно Бартолетти   | Досифей — Питер Леггер, Марфа — Виорика Кортес, Иван Хованский — Николай Гяуров, Шакловитый — Норман Миттельман, Андрей Хованский — Фрэнк Литтл, Голицын — Жак Трюссель, Подьячий — Флориндо Андреолли, Эмма — Эллен Шейд                                                                                           |                                                                                               |                  |                 |
| 1981 | New York Opera Orchestra                                          | Ив Куэлер          | Досифей — Пол Плишка, Марфа — Стефания Точиска, Иван Хованский — Леонард Мроз, Шакловитый — Аллан Монк, Андрей Хованский — Денеш Гуйяш, Голицын — Петер Казарас, Подьячий — Дэвид Бриттон, Эмма — Ана Алексиева, Сусанна — Эйприл Эванс                                                                             | BJRS 1581-3                                                                                   | Шостакович       |                 |
| 1982 | Театр «Колон» (Буэнос-Айрес)                                      | Александр Лазарев  | Досифей — Евгений Нестеренко, Марфа — Елена Образцова, Иван Хованский — Никола Гюзелев, Шакловитый — Levon Boghossian, Андрей Хованский — Владимир Щербаков, Голицын — Либорио Симонелла, Подьячий — Хосе Найт, Эмма — Эма Габа                                                                                     | Omega Opera Archive 3390                                                                      |                  |                 |
| 1986 | Метрополитен-опера (Нью-Йорк)                                     | Неэме Ярви         | Досифей — Мартти Талвела, Марфа — Хельга Дернеш, Иван Хованский — Оге Хаугланд, Шакловитый — Аллан Монк, Андрей Хованский — Владимир Попов, Голицын — Веслав Охман, Подьячий — Андреа Велис, Эмма — Наталия Ром | The Opera Lovers KHO 198601                                                                   |                  |                 |
| 1986 | Хор и оркестр Софийской национальной оперы                        | Эмил Чакыров       | Досифей — Никола Гюзелев, Марфа — Александрина Милчева, Иван Хованский — Николай Гяуров, Шакловитый — Стоян Попов, Андрей Хованский — Здравко Гаджев, Голицын — Калуди Калудов | Sony Classical 40-45831 (1990), Sony Classical CD 45831 (1990)                                | Шостакович       |                 |
| 1988 | Хор и оркестр Большого театра                                     | Марк Эрмлер        | Досифей — Евгений Нестеренко, Марфа — Елена Образцова, Иван Хованский — Артур Эйзен, Шакловитый — Юрий Григорьев, Андрей Хованский — Владимир Щербаков, Голицын — Евгений Райков, Подьячий — Александр Архипов, Эмма — Ирина Удалова, Сусанна — Ольга Терюшнова                                                     | «Мелодия», А10 00445-52 (1989)                                                                | Римский-Корсаков |                 |
| 1989 | Хор и оркестр Венской государственной оперы                       | Клаудио Аббадо     | Досифей — Паата Бурчуладзе, Марфа — Марьяна Липовшек, Иван Хованский — Оге Хаугланд, Шакловитый — Анатолий Кочерга, Андрей Хованский — Владимир Атлантов, Голицын — Владимир Попов | Deutsche Grammophon                                                                           | Шостакович       |                 |
| 198? | Хор и оркестр Софийской национальной оперы                        | Руслан Райчев      | Досифей — Никола Гюзелев, Марфа — Стефка Минева, Иван Хованский — Стефан Эленков, Шакловитый — Стоян Попов, Андрей Хованский — Здравко Гаджев, Голицын — Любомир Бодуров, Подьячий — Ангел Петков, Эмма — Соня Маринова                                                                                             | Gega GD 113—115                                                                               | Шостакович       |                 |
| 1991 | Хор и оркестр Мариинского театра                                  | Валерий Гергиев    | Досифей — Николай Охотников, Марфа — Ольга Бородина, Иван Хованский — Булат Минжилкиев, Шакловитый — Валерий Алексеев, Андрей Хованский — Владимир Галузин, Голицын — Алексей Стеблянко, Эмма — Елена Прокина, Подьячий — Константин Плужников, Сусанна — Евгения Целовальник, Кузька — Николай Гассиев             | Philips 432 147-2 (1992)                                                                      | Шостакович       |                 |

| Год  | Организация                                 | Дирижёр         | Солисты | Производитель                                                                                 | Автор редакции   | Примечания |
| ---- | ------------------------------------------- | --------------- | --- | --------------------------------------------------------------------------------------------- | ---------------- | ---------- |
| 1979 | Хор и оркестр Большого театра               | Юрий Симонов    | Досифей — Евгений Нестеренко, Марфа — Ирина Архипова, Иван Хованский — Александр Ведерников, Голицын — Евгений Райков, Шакловитый — Вячеслав Романовский, Андрей Хованский — Георгий Андрющенко, подьячий — Виталий Власов, Эмма — Маргарита Миглау, Варфоносьев — Валерий Ярославцев                   |                                                                                               | Римский-Корсаков |            |
| 1989 | Хор и оркестр Венской государственной оперы | Клаудио Аббадо  | Досифей — Паата Бурчуладзе, Марфа — Людмила Шемчук, Иван Хованский — Николай Гяуров, Шакловитый — Анатолий Кочерга, Андрей Хованский — Владимир Атлантов, Голицын — Юрий Марусин | Pioneer PLMCC 00631; ArtHaus Musik 100 310 (2004); Virgin 070 015-3; Polygram Vidéo 070 080-3 | Шостакович       |            |
| 1991 | Хор и оркестр Мариинского театра            | Валерий Гергиев | Досифей — Николай Охотников, Марфа — Ольга Бородина, Иван Хованский — Булат Минжилкиев, Шакловитый — Валерий Алексеев, Андрей Хованский — Владимир Галузин, Голицын — Алексей Стеблянко, Эмма — Елена Прокина, Подьячий — Константин Плужников, Сусанна — Евгения Целовальник, Кузька — Николай Гассиев | Immortal IMM 950014 (2004)                                                                    | Шостакович       |            |
| 1992 | Хор и оркестр Мариинского театра            | Валерий Гергиев | Досифей — Николай Охотников, Марфа — Ольга Бородина, Иван Хованский — Булат Минжилкиев, Шакловитый — Вясеслав Трофимов, Андрей Хованский — Юрий Марусин, Голицын, Подьячий — Константин Плужников, Эмма — Татьяна Кравцова, Сусанна — Евгения Целовальник, Кузька — Николай Гассиев                     | Philips 070 533 869.95; Philips 070 433-1; Philips 400 070 533- 1; Philips 070 433-3          | Шостакович       |            |
| 2003 | Театр рояль де ла Монне (Брюссель)          | Казуши Оно      | Досифей — Анатолий Кочерга, Марфа — Елена Заремба, Иван Хованский — Willard White, Шакловитый — Ronnie Johansen, Андрей Хованский — Pär Lindskog, Голицын —Glenn Winslade, Эмма — Hélène Bernardy, Подьячий — Robin Leggate                                                                             | Encore DVD 2428 (2006)                                                                        |                  |            |
| 2007 | Оперный театр «Лисео» (Барселона)           | Михаэль Бодер   | Досифей — Владимир Ванеев, Марфа — Елена Заремба, Иван Хованский — Владимир Огновенко, Шакловитый — Николай Путилин, Андрей Хованский — Владимир Галузин, Голицын — Роберт Брубейкер, Эмма — Наталья Тымченко, Подьячий — Грэм Кларк                                                                    | Opus Arte OA 0989 D (2008)                                                                    |                  |            |
| 2007 | Баварская государственная опера             | Кент Нагано     | Досифей — Анатолий Кочерга, Марфа — Дорис Соффель, Иван Хованский — Паата Бурчуладзе, Шакловитый — Валерий Алексеев, Андрей Хованский — Клаус Флориан Вогт, Голицын — Джон Дасак | Encore DVD 3318 (2008)                                                                        |                  |            |

| Год  | Организация                   | Дирижёр / Режиссёр               | Солисты | Производитель | Автор редакции | Примечания      |
| ---- | ----------------------------- | -------------------------------- | --- | ------------- | -------------- | --------------- |
| 1959 | Хор и оркестр Большого театра | Евгений Светланов / Вера Строева | Досифей — Марк Рейзен, Марфа — Кира Леонова, Иван Хованский — Алексей Кривченя, Голицын — Владимир Петров, Шакловитый — Евгений Кибкало, Андрей Хованский — Антон Григорьев, Эмма — Вивея Громова, пленница-персидка — Майя Плисецкая | Мосфильм      | Шостакович     | Статья о фильме |